# Solti József
Solti József (Szeged, 1911. november 29. – Budapest, 1982. június 15.) válogatott magyar labdarúgó, középcsatár. A sportsajtóban Solti IV néven volt ismert.

## Pályafutása

### Klubcsapatban
1926 és 1929 között a Szegedi TK, 1926 és 1934 között a Szegedi KEAC, 1934 és 1939 között a Phőbus, 1939–40-ben az Újpest labdarúgója volt. Technikás, jól irányító csatár volt, aki lábbal és fejjel is gólveszélyes volt. Gyorsaság elmaradt az átlagtól.

### A válogatottban
1934 és 1939 között két alkalommal szerepelt a magyar labdarúgó-válogatottban és két gólt szerzett.

## Statisztika

### Mérkőzései a válogatottban
| Magyarország | Magyarország      | Magyarország                    | Magyarország | Magyarország | Magyarország | Magyarország | Magyarország | Magyarország |
| #            | Dátum             | Helyszín                        | Hazai        | Eredmény     | Vendég       | Kiírás       | Gólok        | Esemény      |
| ------------ | ----------------- | ------------------------------- | ------------ | ------------ | ------------ | ------------ | ------------ | ------------ |
| 1.           | 1934. április 29. | Budapest, Hungária körúti pálya | Magyarország | 4 – 1        | Bulgária     | vb-selejtező | 2            | 61' 73'      |
| 2.           | 1939. április 2.  | Zürich, Hardturm-stadion        | Svájc        | 3 – 1        | Magyarország | barátságos   | -            |              |
|              | Összesen          |                                 |              | 2            | mérkőzés     |              | 2            | gól          |